# Hospital García Escalona
El Hospital García Escalona es un edificio en la localidad española de Almonacid de Toledo, en la provincia de Toledo. Cuenta con el estatus de  Bien de Interés Patrimonial.

## Historia
El hospital fue fundado por el obispo Silvestre García Escalona a principios del siglo XVIII, según se desprende del documento Constituciones del Hospital de curación de enfermos de Almonacid de Toledo. Año del 1726. Fue construido de nueva planta para los enfermos originarios del pueblo y entre las condiciones se expresó que debía tener una capilla para que pudieran asistir a los oficios religiosos. A lo largo del siglo XVIII y debido al incremento de las rentas disponibles se pudo aumentar el número de camas existentes. En el siglo XIX comenzó un lento declive que culminó con la pérdida de sus funciones en la segunda mitad del siglo XX.
El 10 de mayo de 2016 fue declarado Bien de Interés Patrimonial, con la categoría de «Construcción de Interés Patrimonial», en una resolución publicada el 21 de junio de ese mismo año en el Diario Oficial de Castilla-La Mancha.

## Descripción
El inmueble se sitúa en el núcleo urbano de la localidad toledana de Almonacid de Toledo, en Castilla-La Mancha. Se encuentra en la confluencia de las calles Hospital, Escalona, Parque y Toledo, muy cercano a la iglesia parroquial.
El edificio mantiene las trazas y configuración original. Consta de dos plantas, la superior con menos altura y dedicada al almacenaje de grano. Su planta es rectangular con un corralón adosado al este. El sistema constructivo de las fachadas es de aparejo toledano, con machones de ladrillo y cajones de mampuestos trabados con cal y separados por encintados de ladrillo. En la parte central de la fachada se sitúa el portón de acceso enmarcado por jambas y dintel de piedra y protegido bajo un tejaroz como prolongación del faldón de la cubierta. La puerta de madera es de dos hojas, con decoración de casetones y remaches de hierro con forma de flor. Sobre el dintel del portón se sitúa el escudo del obispo Silvestre García Escalona. Como símbolo de su cargo eclesiástico en la parte superior se representa el capelo o sombrero de peregrino con cordón de seis bolas. Rodea al escudo un grupo escultórico compuesto por dos angelotes tenantes y decoración vegetal de guirnaldas o lambrequines y hojas de acanto. Sobre el escudo se conserva el letrero con la palabra «Hospital».
A ambos lados del portón de acceso se sitúan dos ventanas rectangulares, simétricamente dispuestas, que forman parte de la estructura original del edificio. Están enmarcadas por jambas de ladrillo. La fachada oeste del edificio presenta más alteraciones que la principal, aunque sigue el esquema constructivo del aparejo toledano. En la esquina hay un refuerzo con sillares regulares de granito. La composición de huecos no sigue un ritmo racional dado que se ha ejecutado con posterioridad a la obra original el tapiado de una ventana y la apertura de una puerta y varias ventanas. En la parte superior hay una ventana de pequeñas dimensiones para introducir el grano y la paja en la cámara de almacenaje bajo cubierta. Esta actividad se ha mantuvo hasta mediados del siglo XX.
El interior del hospital se organiza en torno a un patio central de planta cuadrada, con cuatro crujías, cuyas fachadas conservan los accesos a las distintas salas y estancias que lo integran. La crujía sur se corresponde con la entrada principal. El zaguán de entrada tiene un zócalo de baldosas hidráulicas policromadas que forman dibujos geométricos y da paso al patio. Bajo la entrada, en uno de sus laterales, se sitúa una cueva que tiene acceso desde el patio y que se utiliza como leñera. La crujía este, al igual que el resto del edificio, se compone de dos plantas. Los huecos existentes se corresponden con la época de construcción original. El interior está compartimentado en varias dependencias cubiertas por un forjado de vigas de madera y falsas bovedillas. En esta zona podrían haber estado los espacios dedicados a cocinas y alacenas.
La crujía norte contiene un espacio porticado en la planta baja y una galería en la alta. El espacio porticado está sustentado por dos columnas de granito de orden dórico en tanto que la galería de la planta alta sustenta la cubierta con pies derechos de madera y zapatas, quedando cerrada mediante una balaustrada de madera. El acceso a la galería se hace mediante una escalera que arranca del patio. La planta baja de esta crujía se divide en dos partes mediante una puerta de grandes dimensiones enmarcada con ladrillo. La sala oeste se corresponde con una de las dos salas de los enfermos. Uno de los laterales de la sala confluye en un espacio centralizado que se dedica a capilla. La zona este podría estar relacionada con la zona de enfermería o botica. La crujía oeste del hospital contiene la otra sala de pacientes que confluye, al igual que la anterior, en la capilla.
Esta sala en la actualidad está dividida con tabiques de reciente construcción debido al uso que tuvo como hogar del jubilado.
La capilla se configura como un espacio central cubierto mediante cúpula semiesférica sobre pechinas, con medallón central, y dividida por molduras trapezoidales que confluyen en el medallón. El retablo original se conserva en la capilla bautismal de la iglesia parroquial de Almonacid. La cubierta del edificio es a dos aguas, con estructura de armadura de madera de parhilera y tirantes. Sobre el caballete de la crujía de la fachada principal hay dos elementos de fundición a modo de pequeños pináculos, y una veleta rematada en una cruz.